# علي أباد خزايي (حسين أباد كرمان)
علي أباد خزایي (بالفارسية: علی‌آباد خزایی) هي قرية تقع في إيران في Hoseynabad Rural District. يقدر عدد سكانها بـ 129 نسمة .